# Vion Food Group
Vion Food Group is een internationaal opererend Nederlands levensmiddelenbedrijf met vooral slachterijen en vleesverwerkende bedrijven voor  varkens- en rundvlees, maar ook plantaardige alternatieven onder de merknaam ME-AT. Het hoofdkantoor is gevestigd te Boxtel. Het bedrijf levert haar producten aan retail, horecabedrijven, cateraars en de vleesverwerkende industrie en exporteert wereldwijd. Vion is eigendom van NCB Ontwikkeling, een onderdeel van de Zuidelijke Land- en Tuinbouworganisatie (ZLTO).

## Geschiedenis

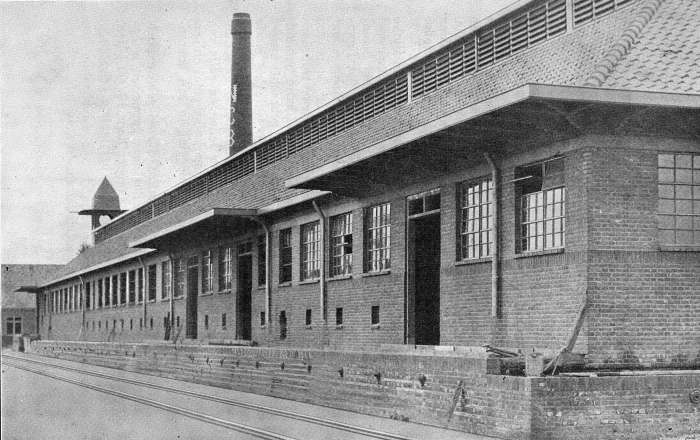
De Exportslagerij N.C.B. in Boxtel in 1927-1930 aan de spoorlijn.

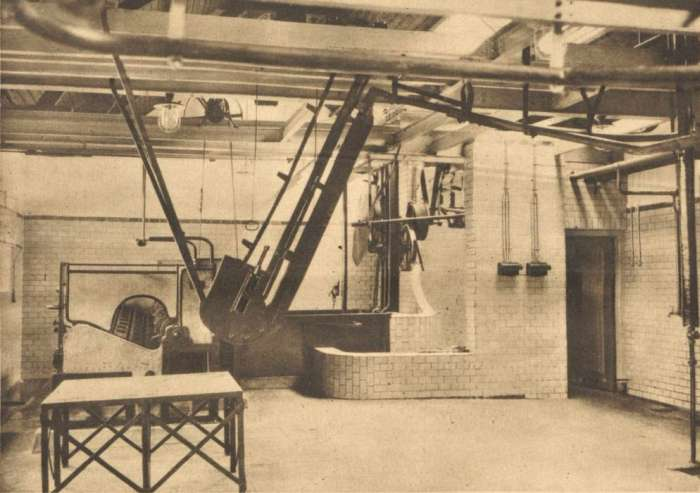
De net opgeleverde slachthal in 1929

In 1925 werd de N.V. Export-centrale Boxtel opgericht, afgekort ECB (EnCeBe) die zich vestigde aan het Boseind bij de Spoorlijn Boxtel - Wesel en werd geopend door August van Rijckevorsel op 29 april 1929. In 1938 wordt NCB uitgebreid met een worstfabriek. N.C.B. gaat later samen met Gupa op in Dumeco. In 2009 gaat Dumeco op in VION Food Group samen met Hendrix Meat Group, Moksel en de Norddeutsche Fleischzentrale. Ook dat waren merendeels exportslachterijen. Hendrix Meat Group was een varkensvleesverwerkend bedrijf dat ontstond in 1998 na een fusie tussen Hendrix' Vlees b.v. uit Druten, Smits b.v. uit Emmen en Murris b.v. uit Meppel.

### Brits avontuur
In 2008 kocht Vion voor ruim € 400 miljoen veertig Britse slachterijen en vleesfabrieken met een jaaromzet van € 2 miljard van Grampian Country Food Group. Het bedrijf, de grootste leverancier van kippen- en varkensvlees aan Britse supermarkten, was in financiële problemen geraakt door stijgende energieprijzen, goedkope import en een toenemende kritische houding van Britse consumenten ten opzichte van de massaproductie van vlees. Grampian telde op het moment van de overname zo'n 17.500 werknemers van wie 13.000 in Groot-Brittannië en 4500 in Thailand. Vion telde op dat moment zo’n 16.200 werknemers en had in 2007 een omzet van €7,1 miljard. Na de overname verkocht Vion de Thaise kipactiviteiten van Grampian.
De overname van de Britse onderneming was geen succes. In 2012 besloot het bestuur van Vion zich terug te beperken tot de kernmarkten op het Europese continent. In december 2012 werd een koper gevonden voor de Britse varkensvleesactiviteiten. Met de verkoop gingen circa 4000 werknemers over. De koper was de eigen directie van Vion UK onder leiding van Seamus Carr. Het management kreeg bij de transactie financiële steun van de Britse investeringsmaatschappij Endless. De verkoopprijs is niet bekendgemaakt. Na de verkoop stonden de andere rund- en lamsvlees-, bacon-, en kipactiviteiten, met ongeveer 8000 werknemers, nog in de verkoop.
In maart 2013 volgde de verkoop van elf productielocaties in het Verenigd Koninkrijk aan Boparan Holdings, de houdstermaatschappij van 2 Sisters Food Group. Het ging om de roodvlees- en pluimveevleesactiviteiten waarbij zo’n 6.000 werknemers waren betrokken. De nieuwe eigenaar kondigde direct een herstructurering aan om de resultaten te doen verbeteren. Vion’s Welsh Country Foods met 335 medewerkers stond nog steeds te koop. Dat bedrijf verloor in januari 2013 de belangrijkste afnemer, de supermarktketen Asda, als klant en verkeerde in problemen.

### Verkoop Ingredients
Vion verzelfstandigde in 2013 haar twee belangrijkste activiteiten, Food en Ingredients. Deze splitsing was de opmaat voor de verkoop van VION Ingredients. Dit onderdeel van het vleesconcern verwerkte bijproducten en slachtafval van slachterijen. Het omvatte de destructiebedrijven Sonac en Rendac, de gelatinefabriek Rousselot en biobrandstofproducent Ecoson. De hier gewonnen producten worden toegepast voor velerlei doeleinden. Begin oktober 2013 bleek dat het Amerikaanse bedrijf Darling International circa € 1,6 miljard in contanten betaalde voor een volledige overname.
Het resterende Vion Food is actief op de internationale markten voor varkens- en rundvlees en Food Service in Nederland, Duitsland en exportmarkten waaronder China. Het telt circa 11.500 medewerkers.

### Inkrimpen en aankopen
In juli 2014 bleek dat Vion vijf tot tien Duitse vestigingen zou sluiten, de onderneming wilde met deze maatregel 100 miljoen euro besparen. Aangekondigd werd dat 100 tot 150 miljoen euro zou worden geïnvesteerd in de vestigingen die open bleven. In 2015 werden in Duitsland twee varkens- en twee rundvleeslocaties gesloten.
In januari 2021 werd de koop van Adriaens in België gemeld. Het is een van de modernste runderslachterijen van Europa en het heeft de capaciteit om 2500 runderen per week te slachten. Het bedrijf was sinds 2016 in handen van de Veviba-slachthuisgroep. Alle 126 medewerkers zijn overgegaan naar Vion.
In januari 2024 werden belangrijke maatregelen aangekondigd om de overcapaciteit in Duitsland te reduceren. Vion gaat de slachterij van runderen in Altenburg en de hamspecialist Ahlener Fleischhandel verkopen aan Tönnies Group. Verder wordt wordt de varkensslachterij in Perleberg verkocht aan Uhlen. Hiermee gingen zo'n 700 medewerkers over naar de nieuwe eigenaren. De varkensslachterij in Emstek is gesloten in maart 2024, hier werkten ongeveer 750 mensen. In februari 2025 werden de resterende locaties van Vion in Duitsland, Zucht- und Nutzvieh in Duben, Bernsdorf, Dalum en Einbeck, verkocht aan Raiffeisen Viehzentrale. Na toestemming van de autoriteiten zal de transactie in april 2025 worden afgerond en daarmee heeft Vion zich volledig teruggetrokken uit de inzameling en verkoop van vee in Duitsland.

## Activiteiten

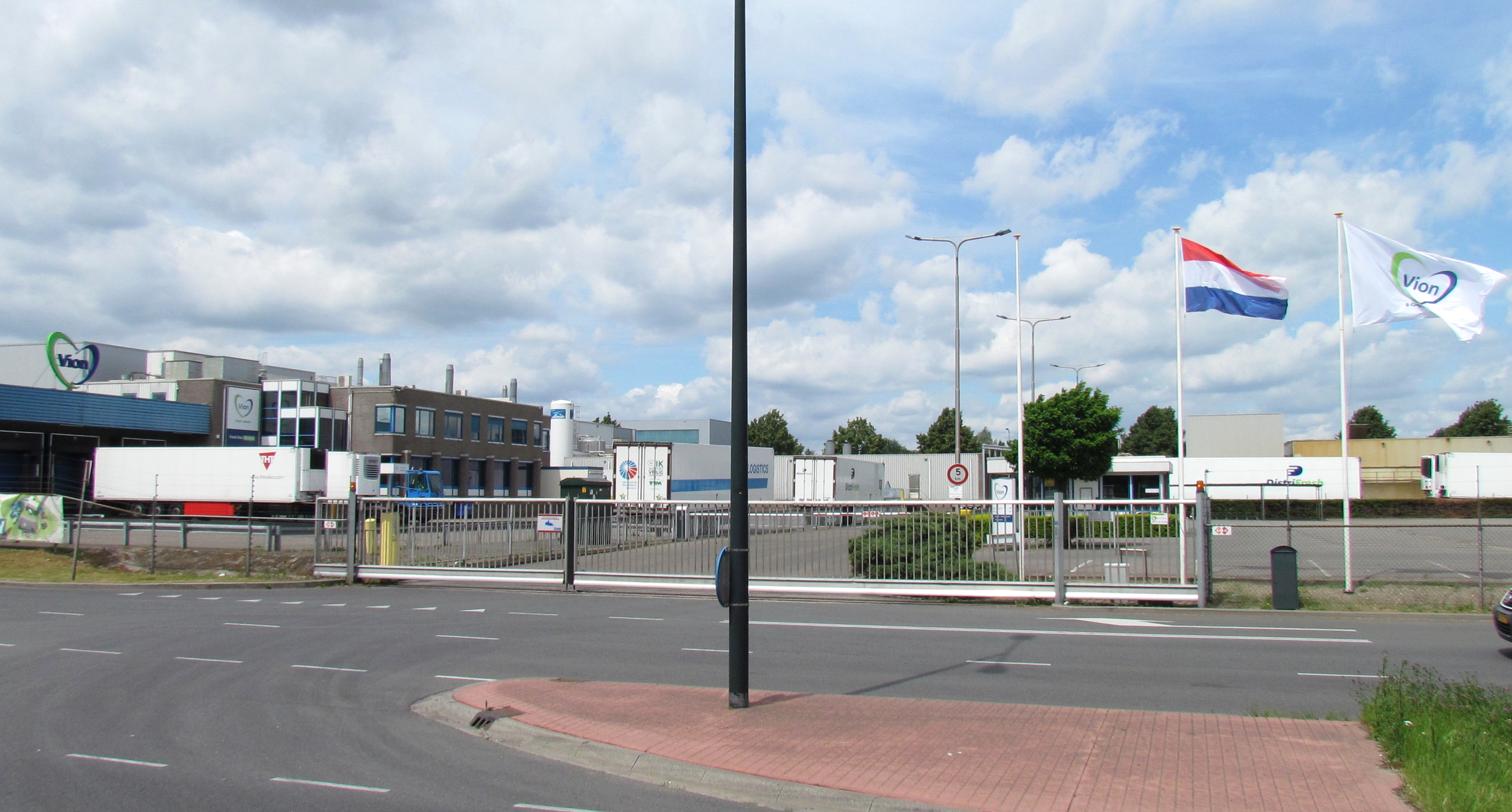
Vestiging van Vion in Apeldoorn (2022)

Vion slacht varkens en runderen, verwerkt het vlees en produceert daarvan afgeleide voedingswaren en vleeswaren. Het bedrijf is verdeeld in vier Business Units: Pork, Beef, Food Service en Retail. De onderneming telt ruim 12.000 medewerkers (fte's) en had in 2019 een omzet van € 5,1 miljard. Het verwerkt jaarlijks zo'n 15 miljoen varkens en 900.000 runderen. De Porkdivisie is het grootst en zorgde in 2018 voor circa twee derde van de totale omzet. Food Service produceert onder andere gemaksvoedsel zoals hamburgers, gehakt en schnitzels, met een aandeel van zo'n 5% in de totale omzet.
Vion beschikt in Nederland en Duitsland over 29 slachterijen en fabrieken. In Duitsland wordt ongeveer de helft van de totale omzet gerealiseerd. In Nederland heeft Vion varkensslachterijen in Apeldoorn, Boxtel en Groenlo en vleesverwerkingsfabrieken in Scherpenzeel en Boxtel (Encebe vleeswaren). De Nederlandse productielocaties voor rundvlees staan in Enschede en Tilburg. In Leeuwarden worden de plantaardige vleesvervangers geproduceerd. Het merendeel van het vlees en de vleesproducten wordt geëxporteerd. Het bedrijf heeft verkoopkantoren in vijftien landen.

### Handelsmerken en dochterondernemingen

#### Export
- Food Family levert vers varkens- en rundvlees.
- Salomon FoodWorld biedt burgers, centre-of-plate en fingerfoodproducten in verschillende Europese landen. De drie concepten zijn: fingerfood hits, handheld snacks en centre-of-plate.
- ME-AT plantaardige vleesvervangers zoals plantaardige burgers, schnitzels, gehakt, kipstukjes en worstjes.

#### Nederland
- Good Farming levert varkensvlees aan de retail en de vleesverwerkende industrie. Good Farming Star voldoet aan de criteria voor één ster van het Beter Leven-keurmerk. Good Farming Star biedt vlees afkomstig van gecontroleerde varkenshouderijen.
- Encebe Vleeswaren levert basisproducten als gekookte worsten, kookhammen, leverproducten, droge worsten en gerookte (spek)producten aan groothandelaren en retailers. Voor de industrie worden maaltijdcomponenten geproduceerd.
- Weylander-producten worden gemaakt van rundvlees dat narijpt in de verpakking en is verkrijgbaar in supermarkten in Nederland.
- Robusto is een ham voor het topsegment van de Italiaanse en Spaanse markt. De ham is speciaal ontwikkeld voor producenten van gedroogde ham.
- De Groene Weg is sinds 1981 marktleider op het gebied van biologisch rund- en varkensvlees. De producten voldoen aan de Europese norm voor biologische producten en aan de criteria voor drie sterren van het Beter Leven-keurmerk.

### Resultaten
Vion maakt deel uit van de top 100 food en beverage bedrijven wereldwijd.
| Jaar        | Omzet       | Bedrijfs- resultaat | Netto- resultaat | Aantal FTE per jaareinde |
| Jaar        | (× miljoen) | (× miljoen)         | (× miljoen)      | Aantal FTE per jaareinde |
| ----------- | ----------- | ------------------- | ---------------- | ------------------------ |
| 2008        | € 8644      | € 130               | € 54             | 35.261                   |
| 2009        | € 9040      | € 172               | € 62             | 27.259                   |
| 2010        | € 8870      | € 180               | € 80             | 26.756                   |
| 2011        | € 9490      | € 76                | € 14             | 26.415                   |
| 2012        | € 9749      | € 19                | € –830           | 23.474                   |
| 2013        | € 7897      | € 98                | € 516            | 6669                     |
| 2014        | € 4992      | € 53                | € –21            | 4311                     |
| 2015        | € 4571      | € 31                | € 22             | 4233                     |
| 2016        | € 4749      | € 28                | € 31             | 4262                     |
| 2016 (p.f.) | € 4750      | € 30                | € 39             | -                        |
| 2017        | € 5070      | € 24                | € 22             | 4386                     |
| 2018        | € 4670      | € 17                | € 10             | 4558                     |
| 2019        | € 5060      | € 36                | € 27             | 4544                     |
| 2020        | € 4900      | € 53                | € 53             | 4673                     |
| 2021        | € 4552      | € –31               | € –29            | 7974                     |
| 2022        | € 5341      | € –87               | € –108           | 7645                     |
| 2023        | € 5073      | € –49               | € –90            | 7001                     |

Over 2012 leed Vion een verlies van circa €830 miljoen. Dit was met name het gevolg van de afboeking op de waarde van de bezittingen in het Verenigd Koninkrijk. Daarnaast werd ook op andere materiële en immateriële activa afgeboekt, waren er hogere rentelasten en substantiële kosten in verband met reorganisaties. Het eigen vermogen daalde daardoor tot circa € 100 miljoen negatief per ultimo 2012. Op de verkoop van de divisie Ingredients werd 2013 een boekwinst gemaakt van ruim € 500 miljoen. Daardoor kwam het eigen vermogen van Vion uit op zo'n € 400 miljoen per eind 2013.
Tot 2014 realiseerde Vion een omzet van ruim € 8 miljard per jaar. Duitsland was de grootste afzetmarkt met een jaaromzet van bijna €3 miljard en in Nederland was de omzet ongeveer €1 miljard. De scherpe daling van het aantal werknemers in 2009 was vooral het gevolg van de verkoop van de kipactiviteiten in Thailand. In 2012 had Vion in Nederland zo’n 3000 werknemers en in het Verenigd Koninkrijk bijna 11.000. In 2014 daalde de omzet van € 7 miljard in 2013 naar € 5 miljard in 2014. Dat heeft te maken met de verkoop van de ingrediëntendivisie.

## Transparantie
In 2014 publiceerde Vion de keuringsrapporten van de Nederlandse Voedsel- en Warenautoriteit (NVWA) op zijn website. In 2017 is een aparte transparantie website gelanceerd. Daarop werden auditrapporten, waarschuwingen en boetes van de autoriteiten openbaar gemaakt evenals de residumonitoring en kwaliteitsbewakingsaudits van alle productielocaties. 
In 2017 publiceerde Vion haar eerste MVO jaarverslag over 2016 en was daarmee de snelste stijger in de Transparantie Benchmark. Met een puntenstijging van 90 ten opzichte van vorig jaar, is de onderneming gestegen van de 204e naar de 112e positie op de ranglijst. Volgens de jury zijn in het verslag cruciale onderdelen zoals een waardecreatiemodel, een beschrijving van de waardeketen en informatie met betrekking tot stakeholderdialoog opgenomen. Een ander sterk element van het verslag is dat voor bijna ieder materieel thema resultaten op kwantitatieve wijze worden gepresenteerd. In 2020 is Vion opgeklommen tot de 25e plek in de benchmark en is het hoogst scorende bedrijf in de voedingsbranche.

## Biologisch en Beter Leven-keurmerk
Vion verkoopt biologisch vlees via de dochteronderneming De Groene Weg, dat sinds 1981 bestaat. Sinds 1 januari 2018 voldoen de varkenshouderijen van De Groene Weg naast het Europees Biologisch keurmerk eveneens aan de eisen van het nieuwe EKO-keurmerk. Het EKO-keurmerk is een Nederlands keurmerk voor biologische producten met eisen die verdergaan dan het Europese keurmerk voor biologische producten. Het biologisch varkensvlees dat Vion via De Groene Weg verkoopt voldoet ook aan de eisen van het 'drie sterren' Beter Leven-keurmerk.
Samen met De Dierenbescherming en een aantal stakeholders heeft Vion meegewerkt aan de ontwikkeling van het Beter Leven-keurmerk in Nederland. In 2009 begon Vion met de verkoop van varkensvlees met het keurmerk.
In 2021 was 28% van de door Vion in Nederland afgenomen dieren grootgebracht volgens de eisen van het Biologisch of het Beter Leven-keurmerk.